# Eskanān
Eskanān (persiska: اِسكَنان, اِسكُنان, اَسگان, اِسكان, اِسكِنان, اِشكِنان, اسکنان) är en ort i Iran.   Den ligger i provinsen Hamadan, i den nordvästra delen av landet, 300 km sydväst om huvudstaden Teheran. Eskanān ligger 1 666 meter över havet och antalet invånare är 453.
Terrängen runt Eskanān är platt åt sydost, men åt nordväst är den kuperad.Runt Eskanān är det ganska tätbefolkat, med 104 invånare per kvadratkilometer. Närmaste större samhälle är Azandarīān, 18,8 km nordost om Eskanān. Trakten runt Eskanān består i huvudsak av gräsmarker.